# Toshio Matsumoto
Toshio Matsumoto (松本 俊夫?, Matsumoto Toshio; Nagoya, 25 marzo 1932 – Tokyo, 12 aprile 2017) è stato un regista e artista giapponese.
Tra le più importanti figure dell’arte visiva giapponese del XX secolo, assieme a registi come Nagisa Ōshima e Kōji Wakamatsu fece parte di una generazione capace di animare e alimentare il dibattito culturale nel dopoguerra.

## Biografia
Nativo di Nagoya, si laureò presso l'Università di Tokyo nel 1955 e lo stesso anno esordì con il suo primo cortometraggio intitolato Ginrin. Noto anche come Silver Ring, si trattò di un lavoro che comprendeva elementi d'avanguardia e la musica di Tōru Takemitsu. Continuò la propria attività di ricerca anche negli anni sessanta, mentre il Giappone risorgeva dalla ceneri del dopoguerra. Proprio in tale ambito storico e artistico realizzò alcuni importanti lavori che segnarono la sua carriera. Ispirato dalle tessitrici di seta di Kyoto, nel 1961 girò il film Nishijin, che evidenziava i ritmi di lavoro delle operaie e che gli valse il Leone d’argento nella sezione documentario alla Mostra internazionale d'arte cinematografica di Venezia. La volontà di estremizzare ulteriormente la propria estetica lo spinse poi a girare Song of Stones nel 1963, opera composta da fotografie di pietre e lontana dai classici standard di un documentario.
Nel 1968 fu quindi il turno del film più importante della carriera, Bara no Sōretsu, uscito in un periodo di alta tensione artistica dove la cinematografia nipponica sperimentava con altre tecniche. L'opera, ispirata alla tragedia Edipo re e prodotta dall'ATG, raccontava la storia di un transessuale fra i gay bar di Tokyo, mentre la città era flagellata dai movimenti studenteschi di fine anni sessanta. L'esperimento di Bara no Sōretsu rimandò ai lavori della Nouvelle Vague francese e con altissimi livelli di estetismo visivo puntava a mostrare i problemi di una delle minoranze più denigrate della società: fu un lavoro assai innovativo per quei tempi, tanto da divenire in poco tempo un baluardo del cinema d'avanguardia giapponese. Proprio quest'ultimo lungometraggio influenzò particolarmente il film Arancia meccanica di Stanley Kubrick. Il desiderio di deflagrare continuamente la percezione visiva e cognitiva dello spettatore lo spinse anche a divenire un importante teorico del cinema. 
Assieme a figure come Kōji Wakamatsu, Nagisa Ōshima, Genpei Akasegawa e Seijun Suzuki formò quindi la "generazione dell'avanguardia", capace di rompere i tabù sociali che da sempre circondavano la società giapponese. A partire dagli anni settanta si concentrò prevalentemente sulla produzione di cortometraggi, continuando ad incrociare avanguardia, sperimentazione e video arte. Nel 1971 e 1988 realizzò comunque due lungometraggi, intitolati rispettivamente Pandemonio e Dogura Magura. Un importante dibattito con Ōshima, nato dalla partecipazione di Matsumoto in un film sperimentale per Expo 1970, ebbe un impatto tale da ispirare le future generazioni di artisti. Tra gli ultimi lavori di Matsumoto si segnalarono Song of the Stones, For the Damaged Right Eye, Delay Exposure e Sign.
Matsumoto pubblicò anche diversi libri fotografici e fu professore presso l'Università di arte e disegno di Kyoto. Visse a Tokyo sino alla morte, avvenuta il 12 aprile 2017 all'età di 85 anni.